# Eucampsipoda
Eucampsipoda är ett släkte av tvåvingar. Eucampsipoda ingår i familjen lusflugor.

## Arter inomEucampsipoda[1]
- Eucampsipoda aegyptia
- Eucampsipoda africana
- Eucampsipoda bonae
- Eucampsipoda divisa
- Eucampsipoda inermis
- Eucampsipoda iterfacta
- Eucampsipoda latisternum
- Eucampsipoda lieftincki
- Eucampsipoda madagascarensis
- Eucampsipoda penthetoris
- Eucampsipoda philippinensis
- Eucampsipoda sundaica
- Eucampsipoda theodori
- Eucampsipoda vanpeenani